# Lijst van voetbalinterlands Burkina Faso - Kaapverdië
Deze lijst van voetbalinterlands is een overzicht van alle officiële voetbalwedstrijden tussen de nationale teams van Burkina Faso en Kaapverdië. De West-Afrikaanse landen hebben tot op heden negen keer tegen elkaar gespeeld. De eerste ontmoeting was een kwalificatiewedstrijd voor het Wereldkampioenschap voetbal 2006 op 9 oktober 2004 in Praia. Het laatste duel, een kwalificatiewedstrijd voor de Afrika Cup 2023, werd gespeeld in de Kaapverdische hoofdstad op 18 juni 2023.

## Wedstrijden
| № | Plaats      | Datum            | Competitie                   | Wedstrijd                 | Uitslag |
| - | ----------- | ---------------- | ---------------------------- | ------------------------- | ------- |
| 1 | Praia       | 9 oktober 2004   | WK 2006 kwalificatie         | Kaapverdië − Burkina Faso | 1 − 0   |
| 2 | Ouagadougou | 26 maart 2005    | WK 2006 kwalificatie         | Burkina Faso − Kaapverdië | 1 − 2   |
| 3 | Alcochete   | 24 mei 2008      | Vriendschappelijk            | Burkina Faso − Kaapverdië | 0 − 1   |
| 4 | Óbidos      | 9 februari 2011  | Vriendschappelijk            | Kaapverdië − Burkina Faso | 1 − 0   |
| 5 | Praia       | 12 november 2016 | WK 2018 kwalificatie         | Kaapverdië − Burkina Faso | 0 − 2   |
| 6 | Ouagadougou | 14 november 2017 | WK 2018 kwalificatie         | Burkina Faso − Kaapverdië | 4 − 0   |
| 7 | Yaoundé     | 13 januari 2022  | Afrika Cup 2021              | Kaapverdië − Burkina Faso | 0 − 1   |
| 8 | Marrakesh   | 3 juni 2022      | Afrika Cup 2023 kwalificatie | Burkina Faso − Kaapverdië | 2 − 0   |
| 9 | Praia       | 18 juni 2023     | Afrika Cup 2023 kwalificatie | Kaapverdië − Burkina Faso | 3 − 1   |

## Samenvatting
| Competitie              | Totaal gespeeld | Winst Burkina Faso | Gelijk | Winst Kaapverdië | Doelsaldo Burkina Faso – Kaapverdië |
| ----------------------- | --------------- | ------------------ | ------ | ---------------- | ----------------------------------- |
| WK-kwalificatie         | 4               | 2                  | 0      | 2                | 7 − 3                               |
| Afrika Cup              | 1               | 1                  | 0      | 0                | 1 − 0                               |
| Afrika Cup-kwalificatie | 2               | 1                  | 0      | 1                | 3 − 3                               |
| Vriendschappelijk       | 2               | 0                  | 0      | 2                | 0 − 2                               |
| Totaal                  | 9               | 4                  | 0      | 5                | 11 − 8                              |

Wedstrijden bepaald door strafschoppen worden, in lijn met de FIFA, als een gelijkspel gerekend.
FBF · A-internationals · Olympisch elftal · Burkinees vrouwenelftal
1960 – 1969 · 
1970 – 1979 · 
1980 – 1989 · 
1990 – 1999 · 
2000 – 2009 · 
2010 – 2019 ·
2020 − 2029
Algerije ·
Angola ·
Bahrein ·
België ·
Benin ·
Botswana ·
Burundi ·
Centraal-Afrikaanse Republiek ·
Chili ·
Comoren ·
Congo-Brazzaville ·
Congo-Kinshasa ·
Djibouti ·
Egypte ·
Equatoriaal-Guinea ·
Ethiopië ·
Gabon ·
Gambia ·
Ghana ·
Guinee ·
Guinee-Bissau ·
Iran ·
Ivoorkust ·
Kaapverdië ·
Kameroen ·
Kazachstan ·
Kenia ·
Kosovo · 
Lesotho ·
Liberia ·
Libië ·
Madagaskar ·
Malawi ·
Mali ·
Marokko ·
Mauritanië ·
Mozambique ·
Namibië ·
Niger ·
Nigeria ·
Noord-Korea ·
Oeganda ·
Oezbekistan ·
Oman ·
Qatar ·
Senegal ·
Seychellen ·
Sierra Leone ·
Soedan ·
Swaziland ·
Tanzania ·
Togo ·
Tunesië ·
Zambia ·
Zimbabwe ·
Zuid-Afrika ·
Zuid-Korea ·
Zuid-Soedan
Nigeria (2013)
FCF · A-internationals · Selecties · Bondscoaches · Kaapverdisch vrouwenelftal · Kaapverdië U21 · Kaapverdië U20 · Kaapverdië U19 · Kaapverdië U18 · Kaapverdië U17
1979 – 1989 · 
1990 – 1999 · 
2000 – 2009 · 
2010 – 2019 ·
2020 − 2029
1979 · 
1980 · 
1981 · 
1982 · 
1983 · 
1984 · 
1985 · 
1986 · 
1987 · 
1988 · 
1989 · 
1990 · 
1991 · 
1992 · 
1993 · 1993 · 
1995 · 
1996 · 
1997 · 
1998 · 
1999 · 
2000 · 
2001 · 
2002 · 
2003 · 
2004 · 
2005 · 
2006 · 
2007 · 
2008 · 
2009 · 
2010 · 
2011 · 
2012 · 
2013 · 
2014 · 
2015 · 
2016 · 
2017 · 
2018 ·
2019 ·
2020 ·
2021 ·
2022 ·
2023 ·
2024
Algerije ·
Andorra ·
Angola ·
Bahrein ·
Botswana ·
Burkina Faso ·
Centraal-Afrikaanse Republiek ·
Comoren ·
Congo-Brazzaville ·
Congo-Kinshasa ·
Ecuador ·
Egypte ·
Equatoriaal-Guinea ·
Ethiopië ·
Gabon ·
Gambia ·
Ghana ·
Guinee ·
Guinee-Bissau ·
Guyana ·
Kameroen ·
Kenia ·
Lesotho ·
Liberia ·
Libië ·
Liechtenstein ·
Luxemburg ·
Madagaskar ·
Mali ·
Malta ·
Marokko ·
Mauritanië ·
Mauritius ·
Mozambique ·
Niger ·
Nigeria ·
Oeganda ·
Portugal ·
Rwanda ·
Sao Tomé en Principe ·
San Marino ·
Senegal ·
Sierra Leone ·
Swaziland ·
Tanzania ·
Togo ·
Tunesië ·
Zambia ·
Zimbabwe ·
Zuid-Afrika